# 213. Sicherungs-Division
De 213. Sicherungs-Division (Nederlands: 213e Beveiligingsdivisie) was een Duitse infanteriedivisie in de Heer tijdens de Tweede Wereldoorlog en werkzaam in Wehrkreis VIII (militair district) in Breslau. Deze divisie was betrokken bij de beveiliging van het Rückwärtigen Heeresgebietes (in de achterhoede gelegen legergebied). Ze nam actief aan oorlogsmisdrijven tegen partizanen (Bandenbekämpfung) en de holocaust deel.

## Geschiedenis van de divisie
Op 15 maart 1941 werd de divisie uit delen van de 213. Infanterie-Division  (213e Infanteriedivisie) in het militair oefenterrein Neuhammer in Silezië opgebouwd. En onder bevel van de Heeresgruppe Süd (Legerkroep Zuid) gesteld.
De divisie werd tijdens de oorlog voornamelijk aan het Oostfront in- en rond Oekraïne gebruikt voor veiligheidstaken in de achterhoede gelegen legergebied ingezet. In juni 1941 tijdens Operatie Barbarossa, werd de divisie aan het 17e Legerkorps, van het 6e Leger onder bevel gesteld, en nam aan de slag om Brody deel. Later dat jaar werd de divisie in het Rückwärtigen Heeresgebietes ingezet.
Eind 1942 kwam het 318e Infanterieregiment als onderdeel van de 213. Sicherungs-Division, ter ondersteuning van de 3ª Divisione celere "Principe Amedeo Duca d'Aosta" (3e Cavaleriedivisie Principe Amedeo Duca d'Aosta) in de zuidelijke sector van het Oostfront tot inzet.
Er volgden nog meerdere inzetten, waar gedeeltelijk regimenten van de divisie in het 4e Pantserleger ingezet werden:
- Begin januari 1943: Voronezj-Charkov offensief;
- Oktober 1943: slag om de Dnjepr;
- November 1943: halve delen van de 75e Infanteriedivisie en de 88e Infanteriedivisie in het 48e Legerkorps, tijdens de tweede slag om Kiev.

Begin 1944 volgde inzetten tijdens de slag om Korsun, slag om Polesië en de Wehrmachtsoperatie Sturmwind. Hierbij kreeg de divisie zulke zware verliezen te verduren, dat de Oberkommando des Heeres (OKH) op 16 september 1944 de divisie ontbond. De overgebleven resterende drie regimenten werden gebruikt om het 177e Beveiligingsregiment weer op te bouwen.

## Commandanten
| Rang                         | Naam                         | Begin                             | Eind                                             | Opmerking |
| ---------------------------- | ---------------------------- | --------------------------------- | ------------------------------------------------ | --------- |
| Generalleutnant              | René de l'Homme de Courbière | 15 maart 1941                     | Andere bron: 12 augustus 1942 - 18 augustus 1942 |           |
| Generalmajor-Generalleutnant | Alexander Göschen            | 18 augustus 1942 - 1 januari 1943 | 1 september 1944 - 20 augustus 1944              |           |
| Generalleutnant              | Alexander Göschen            | 25 maart 1945                     | 8 mei 1945                                       |           |

### Eerste Generale Stafofficier (Ia)
| Rang           | Naam                 | Begin     | Eind             | Opmerking |
| -------------- | -------------------- | --------- | ---------------- | --------- |
| Hauptmann      | Heinz Meyer          |           | Juni 1941        |           |
| Oberstleutnant | Ernst-Hugo von Unruh | Juni 1941 | 10 december 1943 |           |

## Gebieden van operaties
- Polen en Silezië (september 1939[7]/maart 1941 - juni 1941)[6]
- Oostfront, zuidelijke sector (juni 1941 - juli 1944)[6][7]
- Oostfront, midden sector (juli 1944 - september 1944)[6][7]

## Samenstelling[6]
- versterkte Infanterie-Regiment 318 (later in het Sicherungs-Regiment 318 omgebouwd)
- I./Artillerie-Regiment 213
- Stab Landesschützen-Regiment 57 (tot oktober 1942)
- Wach-Bataillon 703 (tot mei 1942)
- Feld-Nachrichten-Kommandeur 39
- Polizei-Bataillon 318 (van het Polizei-Regiment 6)
- Divisionseinheiten 213
- Reiter-Abteilung (Kosaken) 213 (april 1942 tot oktober 1942)
- Ost-Reiter-Abteilung 318 (vanaf oktober 1942)

### Toegevoegd aan de 213. Sicherungs-Division op 5 september 1943[6]
- Ost-Reiter-Abteilung III./454 (3 compagnieën)
- Kosaken-Abteilung 213 (5 compagnieën)
- Ost-Panzer-Kompanie 2 (BHG)
- Ost-Artillerie-Batterie 2/BHG

### Toegevoegd aan de 213. Sicherungs-Division op 22 september 1943[6]
- Kosaken Abteilung 213 (4 compagnieën) (ontbonden 12 December 1943)
- Ost-Panzer-Kompanie 2 (B.H.G.)